# Kappa (Yōkai)

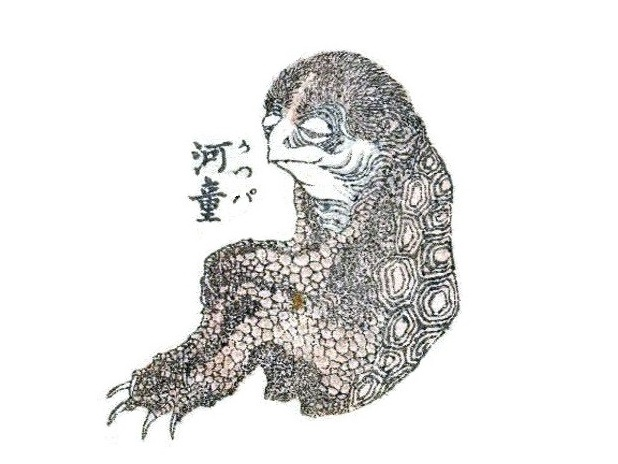
Kappa, Teil einer Darstellung von Katsushika Hokusai, 1. Hälfte 19. Jahrhundert

Als Kappa (japanisch 河童 ‚Fluss-Kind‘) wird ein japanisches Fabelwesen bezeichnet, das zur Kategorie der Yōkai gehört, aber auch zu Kami gezählt wird. Es ist eine Kreatur, die mit Wasser in Verbindung gebracht wird, und eine der bekanntesten Kreaturen des japanischen Volksglaubens. In den letzten Jahrzehnten des 20. Jahrhunderts wurde es in leicht abgewandelter Form ein inoffizielles Nationalsymbol Japans.

## Überlieferung

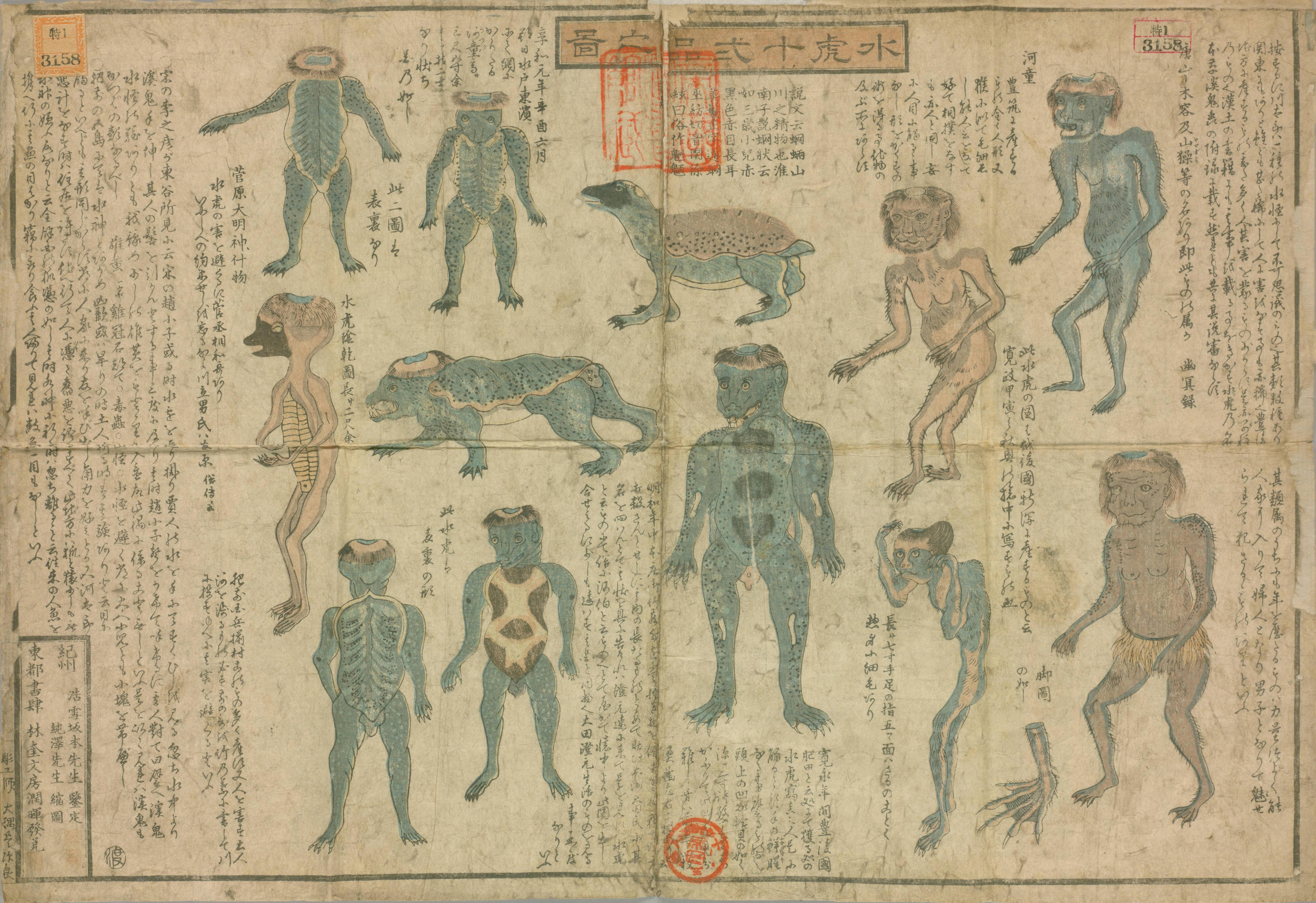
Darstellungen von Kappa, Farbholzschnitt mit dem Titel Suiko jūni-hin no zu (水虎十二品之図, dt. „Illustrierter Führer zu den 12 Arten von Kappa“), ca. 1842–46, von Sakamoto Kōnen und Sakamoto Juntaku zusammengestellt und illustriert

Erste Spuren eines im Wasser lebenden Yōkai finden sich bereits im Nihonshoki, das um das Jahr 720 vollendet worden war. Darin wird von einer großen, im Fluss Kahashima lebenden Mizushin (水神, dt. „Wassergottheit“) berichtet, die Menschen angegriffen hätte, die an ihrem Gebiet vorbeikamen. Eine direkte Beziehung dieses Gottes zu den in späterer Zeit beschriebenen Kappa ist literarisch jedoch nicht nachweisbar.
Über Generationen hinweg wurden die Geschichten von im Wasser lebenden, menschen- und tierähnlichen Wassergottheiten (水神, dt. „Wassergott“) mündlich überliefert. In der ersten Hälfte des 19. Jahrhunderts begannen Wissenschaftler mit der Aufzeichnung der Erkenntnisse über und der Sichtungen von Kappa. Angeregt durch Nakagami Kundo (中神 君度) veröffentlichte Koga Tōan (古賀 侗庵) 1820 das Buch Suiko Kōryaku (水虎考略, dt. „Abriss der Beschreibungen des Kappa“), dem 1839 ein zweiter Band folgte. Geschildert wurden in den Büchern die unterschiedlichen Erscheinungsformen und Namen des Kappa und es wurde bereits seine Vorliebe für Sumō beschrieben. Anfang der 1840er-Jahre wurden dem zweiten Band weitere Materialien anderer Wissenschaftler hinzugefügt, unter anderem auch ein von Sakamoto Kōnen (坂本 浩然) verfasster und von seinem Bruder Sakamoto Kōsetsu (坂本 浩雪) alias Sakamoto Juntaku (坂本 純沢) illustrierter Farbholzschnitt mit dem Titel Suiko jūni-hin no zu (水虎十二品之図, dt. „Illustrierter Führer zu den 12 Arten von Kappa“). Die Sammlung und schriftlichen Aufzeichnungen der Kappa-Überlieferungen wurden während der Meiji-Zeit fortgesetzt. Im 20. Jahrhundert erfolgte eine systematische Erfassung der über den gesamten japanischen Archipel verbreiteten Kappa-Erzählungen. Mittlerweile sind über 80 Varianten bekannt. Die Bezeichnung Kappa stammt dabei ursprünglich aus den Erzählungen der Kantō-Region und ist im 20. Jahrhundert zur gebräuchlichsten für diese Art von Yōkai geworden. Die große Verbreitung zeigt sich in den vielfältigen regionalen Arten sowie an den dialektalen Varianten seines Namens: Kawappa, Gawappa, Kawako, Kōgo, Kawatarō, Mizushin, Enkō, Kawauso, Suitengu, Komahiki und Dangame. Durch den Ethnologen Jun’ichirō Ishikawa (純一郎 石川) sind 1985 die unterschiedlichen Namen kartografiert und zugeordnet worden. Einige der Namen spiegeln die physische Gestalt in Form eines Kindes (Kawappa, Kawako), andere in Form eines Affen (Enkō), einer Schildkröte (Dangame) oder eines Otters (Kawauso) wider. Andere Namen nehmen Bezug auf seine Eigenschaften (z. B. Komahiki, dt. „Pferdezieher“).

## Beschreibung

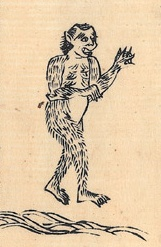
Abbildung des Kawatarō (Kappa) im Wakan Sansai zue, ca. 1710

Eine der ersten schriftlichen Beschreibungen eines Kappa, hier Kawatarō (川太郎, dt. „Großer Junge vom Fluss“) genannt, findet sich im Wakan Sansai zue (和漢三才図会), einer von Terajima Ryōan (寺島良安) 1712/1713 edierten Naturenzyklopädie. Darin wird es wie folgt beschrieben: „Es gibt viele Kawatarō in den Tälern, Flüssen und Sümpfen in Westen und in Kyūshū. Ungefähr von der Größe eines zehnjährigen Kindes, steht das Kawatarō aufrecht, läuft und spricht mit einer menschlichen Stimme. Sein Haar ist kurz und spärlich. Die Spitze seines Schädels ist eingewölbt und kann eine Schöpfkelle voller Wasser aufnehmen. Kawatarō leben gewöhnlicherweise im Wasser, aber im Licht des späten Nachmittags erscheinen viele von ihnen in der Umgebung der Flüsse und stehlen Melonen, Auberginen und andere Sachen von den Feldern. Von Natur aus liebt das Kawatarō Sumō; wenn es einen Menschen sieht, wird es ihn (zum Ringen) einladen … Wenn Wasser in der Aushöhlung seines Kopfes ist, dann hat das Kawatarō die mehrfache Stärke eines Kriegers … Das Kawatarō liebt es, Rinder und Pferde ins Wasser zu zerren und das Blut aus ihren Körpern zu saugen. Menschen, die Flüsse überqueren, müssen sehr vorsichtig sein.“ Im Wakan Sansai Zue, das auch die erste bekannte bildliche Darstellung eines Kappa enthält, ist das Kawatarō der einzige geschilderte Yōkai für die es keine Quellenangabe gibt und die keine Verbindung zu einem chinesischen Vorbild hat.
Der bevorzugte Lebensraum des Kappa ist das Wasser; normalerweise ein langsam fließendes Süßwasser oder ein Teich, gelegentlich wird es auch im Zusammenhang mit Salzwasser geschildert. Häufig wird das Kappa als klein, in der Größe eines dreijährigen Kindes geschildert, in manchen Varianten hat es auch die Größe eines zehnjährigen Kindes. In einigen Aufzeichnungen ist der gesamte Körper behaart, in anderen wiederum mit Schuppen überzogen. Es riecht fischig und ist häufig von blau-gelber Farbe mit einem blau-schwarzen Gesicht. Fast immer hat es einen Rückenschild, sein Gesicht hat scharfe Züge und einen schnabelförmigen Mund. Diese Elemente existieren in zahlreichen Variationen.
In den meisten Erzählungen haben die Hände und Füße Schwimmhäute. Der linke und der rechte Arm sind miteinander verbunden, die Arme können von einer Seite zur anderen gleiten und sind biegsam. Ebenfalls in vielen Erzählungen wird das Kappa mit einer tellerförmigen Aushöhlung auf dem Kopf (Sara, 皿) beschrieben. Die Sara enthält eine besondere magische Flüssigkeit, die zumeist einfach als Wasser bezeichnet wird. Diese Flüssigkeit repräsentiert die Lebenskraft des Kappa. Wenn sie austrocknet oder verschüttet wird, verliert das Kappa, wenn es sich an Land bewegt, seine Kraft; in einigen Erzählungen stirbt es sogar.
Das Kappa trägt sowohl menschliche als auch die Züge verschiedener Tiere, es lässt sich jedoch nicht ausschließlich auf ein bestimmtes Tier zurückführen. Am größten ist die Ähnlichkeit zur Chinesischen Weichschildkröte (jap. Suppon (鼈)), aber auch Gemeinsamkeiten mit dem Nihonzaru (日本猿), einer Makakenart, oder dem Otter (jap. Kawauso (川獺)) sind feststellbar.

## Eigenschaften

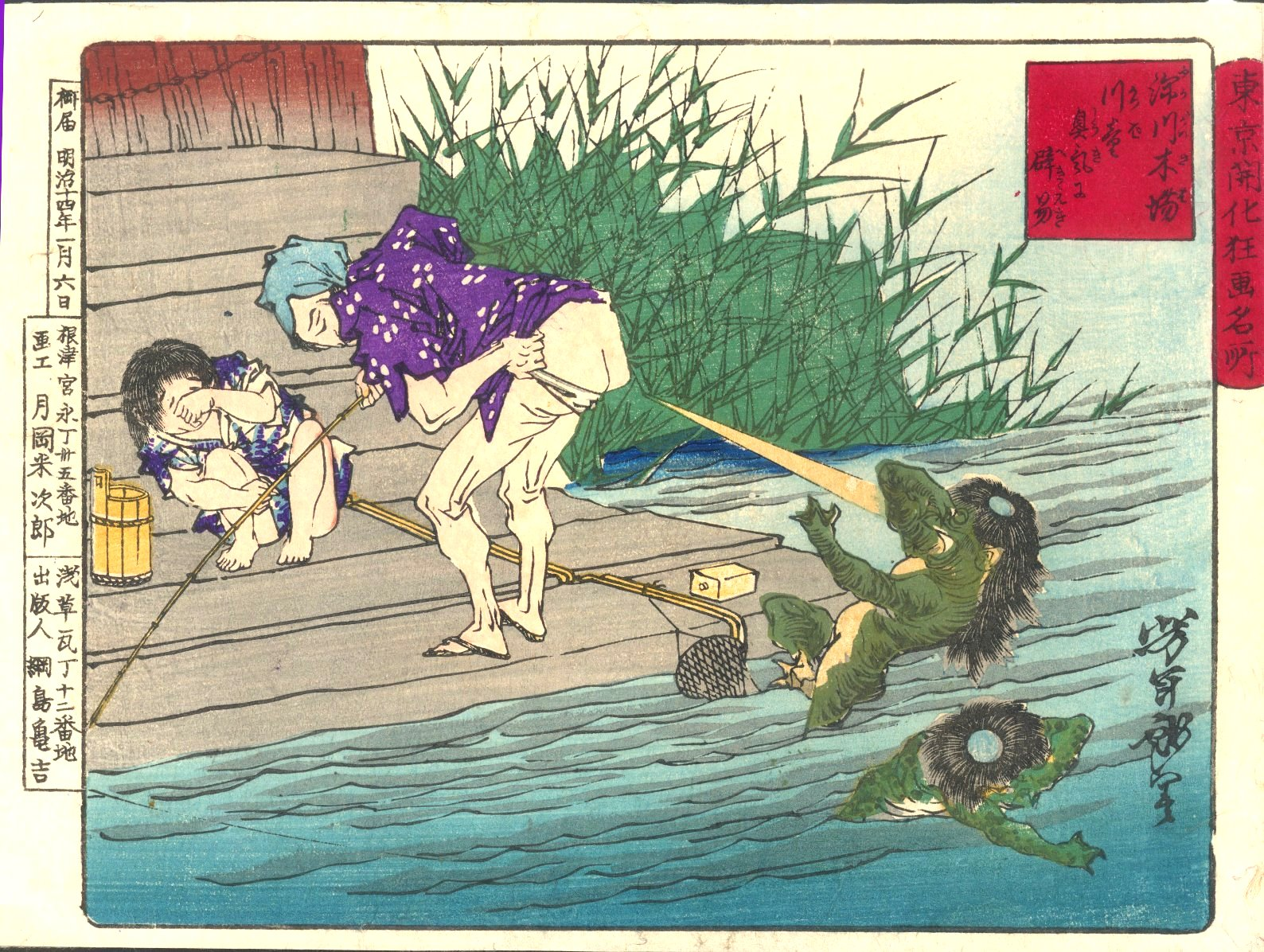
Farbholzschnitt von Tsukioka Yoshitoshi mit dem Titel „Kappa-Abwehr“, 1881

Solange sich ein Kappa an Land bewegt, stellt es für Menschen keine große Gefahr dar. Es stiehlt auf den Feldern Gurken (jap. Kyūri (胡瓜)), Auberginen (jap. Nasu (茄子)) und Riesenkürbisse (jap. Kabocha (南瓜)) oder bedient sich aus den Vorräten der Menschen, bevorzugt Nudeln (jap. Soba (蕎麦)) und eingelegte Sojabohnen (jap. Nattō (納豆)). Da es jedoch eine Abneigung gegen Sesam, Ingwer, Spucke, Eisen und Flaschenkürbisse (jap. Hyōtan (票筆)) hat, kann es von Menschen leicht ausgetrickst und vertrieben werden.
Einige der Erzählungen berichten von den Kenntnissen des Kappa über die menschliche Anatomie und seinem Wissen über Heilkräuter und Rezepte, die es aus Dankbarkeit an Menschen weitergibt, die ihm geholfen haben.
In vielen Sagen wird von der Leidenschaft des Kappa für das Sumō-Ringen berichtet. Es liebt es, Menschen, Kinder und Erwachsene zum Zweikampf herauszufordern. Solange sich die magische Flüssigkeit in der Sara des Kappa befindet, kann es von einem Menschen nicht besiegt werden. Da es zwar ein boshaftes, aber höfliches Wesen ist, müssen sich Menschen vor dem Ringkampf nur höflich vor ihm verbeugen. Das Kappa wird sich zur Erwiderung ebenfalls verbeugen und so das Wasser in seiner Sara und damit seine Stärke verlieren.
Dass das Kappa auch ein wenig einfältig ist, geht aus einer Erzählung aus der Präfektur Okayama hervor. In dieser Erzählung erscheint ein unbekanntes Kind in einem Kreis spielender Kinder und fordert die Kinder zum Ringkampf heraus. Diese erkennen das Kappa und entschließen sich, mit ihren Köpfen zu wackeln. Das Kappa imitiert sie und verschüttet dabei die Flüssigkeit aus seiner Sara und muss dann abziehen, weil es seiner Kraft beraubt ist.
Gefährlich wird das Kappa Menschen und Tieren allerdings, wenn es sich in seinem Element, dem Wasser, befindet. In einigen Regionen Japans glaubten die Menschen, dass, wenn man Gurken gegessen habe und anschließend zum Schwimmen ginge, man sicher von einem Kappa angegriffen, unter Wasser gezogen und ertränkt werde.
Bevorzugte Opfer des Kappa sind Pferde und Kühe, die sich in die Nähe eines von Kappa bewohnten Gewässers bewegen. Das Kappa wird sie unter Wasser zerren, um ihnen die Leber zu rauben. Dies geschieht, in dem der bewegliche Arm des Kappa durch den Anus des Opfers in den Körper greift. Bevor jedoch die Leber gestohlen werden kann, muss das Kappa ein anderes, in der Anatomie nicht existierendes Organ rauben, das sogenannte Shirikodama (尻子玉), das sich nach der alten Vorstellung der Japaner am Ende des Anus im Inneren des Körpers befand. Die Entfernung des Shirikodama bedeutete den sicheren Tod. Dieser Gefahr, der Entfernung des Shirikodama und der Leber, waren auch Menschen, Erwachsene und Kinder, ausgesetzt, die sich in ein von einem Kappa bewohntes Gewässer begaben oder auch nur ihre Notdurft rittlings an oder über einem Gewässer sitzend verrichteten.

## Kappa-Forschung
Zahlreiche Autoren sehen im Kappa sowohl Eigenschaften eines Yōkai als auch eines Kami. In der heutigen Forschung wird ihm ein Doppelcharakter zugesprochen: Einerseits ist es als Yōkai destruktiv, aber als Wassergott auch positiv schöpferisch. Destruktiv und bedrohlich wird es als Metapher für die Naturgewalten gesehen, denen die Menschen bei genügender Vorsicht jedoch trotzen können. Schöpferisch und naturverbunden hilft es einzelnen Menschen aber auch bei der Feldarbeit, verrät ihnen anatomische Geheimnisse und Heilmittel gegen Krankheiten, und sorgt sich so um die Gesundheit der Menschen. Es ist eng verbunden mit Fruchtbarkeit und der Ernte.
In den Erzählungen vieler Regionen lebt das Kappa nicht ausschließlich im Wasser. Zweimal im Jahr wechselt es seinen Standort, von den Bergen zu den Flüssen und umgekehrt. Sein Kommen und Gehen ist häufig mit den Äquinoktien verbunden. Im Winter ist es ein Yama no Kami (山の神, dt. „Gottheit der Berge“) bzw. Yamawaro und im Sommer ein Mizu no Kami (水の神, dt. „Gottheit des Wassers“) bzw. ein Kawawaro (Kappa).
Das Kappa als eine Landwirtschaftsgottheit ist komplex und vielfach nicht eindeutig zu beschreiben, aber es wird häufig als Gottheit (Kami) betrachtet. Lokal existieren heute noch Kappa-Feste und der Kappa-Glaube war sicher in vielen Regionen einmal ein bedeutender Teil des japanischen Volksglaubens.

## Kappa im 20. Jahrhundert

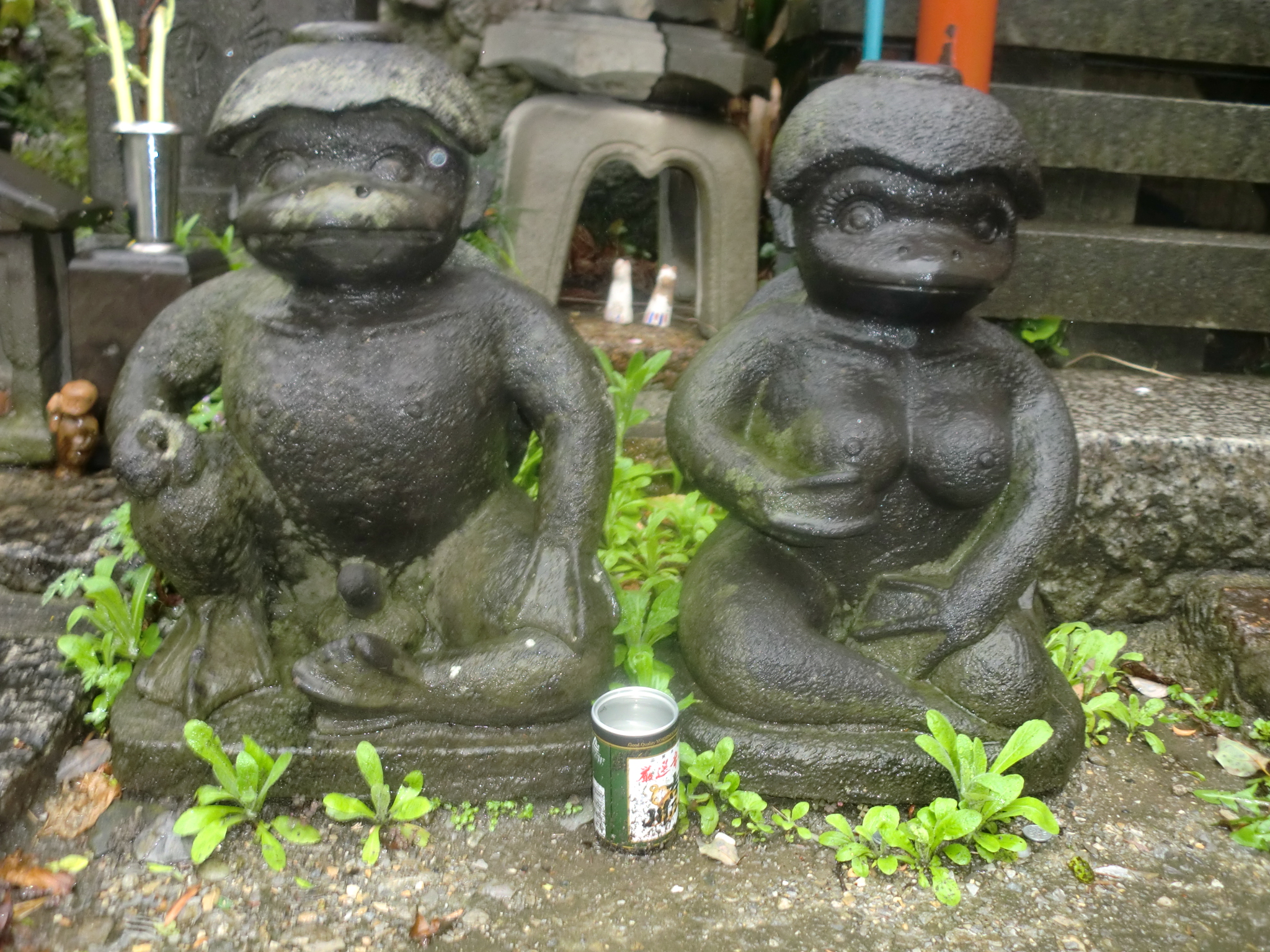
Männlicher und weiblicher Kappa in einem Tempelgarten

Im 20. Jahrhundert erlebte das Kappa in Japan einen Bedeutungswandel. Aus ihm wurde eine niedliche Kreatur, mit dem im Handel und für Tourismus geworben wird, das als Symbol für sauberes Wasser, Umweltbewusstsein, für das Dorfleben und die nationale Identität Japans steht. Eine Auswertung der Datenbank der Tageszeitung Asashi Shinbun im Jahr 1995 ergab, dass in den zehn Jahren von 1985 bis 1995 landesweit mehr als 600 Artikel erschienen waren, die sich mehr oder weniger direkt auf das Kappa bezogen.
Seinen Anfang nahm die neue Sicht des Kappa mit den Arbeiten des Grafikers und Malers Ogawa Usen (小川 芋銭, 1868–1938), der beispielsweise in seinen zwischen 1923 und 1937 entstandenen Kappa hyakuzu (河童百図, dt. „100 Kappa-Bilder“) das Kappa als Symbol der Freiheit des Menschen im Reich der Natur darstellte. Einen ersten Boom erlebte das Kappa nach dem Erscheinen der Kurzerzählung „Kappa“ aus der Feder des Dichters Akutagawa Ryūnosuke (芥川 龍之介, 1892–1927). Darin wird aus der Sicht eines menschlichen Erzählers eine Reise in das Land der Kappa geschildert, um in gesellschaftssatirischer Weise auf die elenden Lebensbedingungen der einfachen Menschen hinzuweisen.
Mit der nächsten Welle der Kappa-Begeisterung hielt es Einzug in das Alltagsleben der Menschen. In den 1950er- und 1960er-Jahren nahmen sich verschiedenen Comiczeichner (Mangaka) der Kreatur an.
In der Wochenzeitung Asahi Weekly erschien ab 1953 regelmäßig ein Cartoon des Mangaka Shimizu Kon (清水 崑, 1912–1974), das die Abenteuer eines Kappa als Büroangestellter der Neuzeit zum Inhalt hatte. Kojima Kō (小島 功, *1928) kreierte schließlich die ersten weiblichen Kappa und gab ihnen ein sexy Aussehen: Seine Kappa unterschieden sich nur durch rosa Brustwarzen, dicke Augenbrauen, dem gemusterten Rückenschild und der zartblauen Sara auf dem Kopf von Menschen. Massenweise wurden Spielzeugfiguren, Anhänger und Sticker mit diesen freundlichen und vertraut wirkenden Kappa produziert.
Ab Mitte der 1970er-Jahre erfasste der Kappa-Kult das ganze Land. Zum Beispiel wurde in der Stadt Yukuhashi, Präfektur Fukuoka, eine Bahnstation nach dem Kappa benannt, in Imagawa wurde das Postamt umbenannt in Imagawa Kappa Yūbinkyoku (dt. „Imagawa Kappa Postamt“). Es entstanden organisierte Gruppen von Kappa-Anhängern, zumeist jugendlichen Alters, die sich jeweils ihr spezielles Kappa, die von den unterschiedlichen Mangakas entworfen worden waren, als Objekt ihrer Verehrung auswählten. 1993 existierten landesweit 50 dieser Vereinigungen, die sich fünf Jahre zuvor bereits in der Kappa Renpō Kyōwa Koku (河童連邦共和国, dt. „Vereinigte Republik des Kappa“) zusammengeschlossen hatten. Die Kappa-Begeisterung war Bestandteil einer Bewegung zur Wiederbelebung des dörflichen Lebens und wurde Symbol für ein ansprechendes und attraktives Leben auf dem Land. Unter dem Motto „Wasser ist Leben, Kappa ist das Herz“ wurde es als eine dem Wasser verbundene Kreatur zur Leitfigur einer Kampagne für Wasserreinhaltung und gegen Wasserverschmutzung.
Auf den unzähligen Kappa-Produkten, die in den Verkauf kamen, wurde es ähnlich niedlich und süß dargestellt wie Hello Kitty oder der Frosch Keroppi. Es erschien auf den Schulsachen der Kinder (Federmäppchen, Frühstücksboxen usw.), schmückte Briefpapier und begleitete, aufgedruckt auf Kreditkarten japanische Touristen weltweit auf deren Reisen. Spätestens im letzten Jahrzehnt des 20. Jahrhunderts ist es zu einem japanischen Nationalsymbol und volkstümlichen Gebrauchsgegenstand geworden.
Neben der Vermarktung des Kappa als Gebrauchsgegenstand entstanden im Laufe der Jahre noch einige weitere Erzählungen wie zum Beispiel Hino Ashiheis Sammlung von Kurzgeschichten Kappa Mandala (河童曼陀羅) aus dem Jahr 1957 und es wurde zum Helden einiger Film- und Fernsehbeiträge. Zuletzt im Jahr 2010, als es im Film Desu kappa (デスカッパ, dt. „Totes Kappa“) durch niederträchtiges menschliches Handeln aufgebracht, wie ein godzillaähnliches Monster eine japanische Großstadt in Schutt und Asche legt.

### Sprichwörter
Da Japanische Sprichwörter ein Sammelbecken oft ironisch und witzig formulierter Lebensweisheiten sind, ist es nicht verwunderlich, dass auch das Kappa hier Eingang gefunden hat:
- Kappa no kawanagare (河童の川流れ, dt. „Der Kappa im reißenden Fluss“)

Erläuterung: Dieser Spruch entspricht der Redewendung: „selbst ein Schwimmer kann ertrinken“. Soll heißen, dass auch einem Experten in seinem Fach mitunter ein schlimmer Fehler unterlaufen kann.
- He no kappa (屁の河童, dt. „Furz eines Kappa“)

Erläuterung: Für einen Kappa ist es ein Leichtes, selbst unter Wasser zu furzen. Eine kinderleichte Angelegenheit, die schnell und ohne große Mühen erledigt ist, ist also „wie der Furz eines Kappa“. Es kann aber auch etwas Unwichtiges umschreiben, das niemanden interessiert.
- Kappa no kinobori (河童の木登り,dt. „Kappa-Baumklettern“)

Erläuterung: Kappas sind der Folklore nach schwerfällig und ungelenk an Land und können nicht klettern. Trotzdem versuchen sie es immer wieder. Das Sprichwort dient hier als Metapher für Dinge, die man beharrlich tut, obwohl man nicht gut darin ist.
- Kappa ni suiren wo oshieru (河童に水練を教える; „Einem Kappa das Schwimmen lehren“)

Erläuterung: Ein Kappa kann von Natur aus sehr gut schwimmen. Es muss ihm also nicht beigebracht werden. Jemand, der also in etwas gut ist, den muss man nicht mehr belehren.